# Prêmio Emmy Internacional de melhor documentário
O Prêmio Emmy Internacional de Melhor Documentário  (em inglês: International Emmy Award for Best Documentary) é atribuído pela Academia Internacional das Artes & Ciências Televisivas (IATAS) ao melhor documentário de longa-metragem produzido para televisão e exibido internacionalmente, exceto nos Estados Unidos. Esta é a categoria mais antiga da premiação.

## Regras e regulamentos
O prêmio é concedido a um documentário de longa-metragem que oferece uma análise profunda de um tema específico ou perspectiva, sustentada por evidências e comentários informados, excluindo-se temas relacionados à arte e/ou artistas. O programa deve ter uma duração mínima de meia hora, com determinados intervalos de tempo especificados. No caso de fazer parte de uma série, dois (2) episódios podem ser submetidos para representar toda a série. O programa pode utilizar reconstituições parciais, imagens de arquivo, fotografias, animação, stop-motion ou outras técnicas, desde que o enfoque seja em fatos e não ficção.

## Múltiplas vitórias
Por país
| Nº de vitórias | País          |
| -------------- | ------------- |
| 22             | Reino Unido   |
| 7              | França        |
| 3              | Alemanha      |
| 3              | Canadá        |
| 3              | Países Baixos |

## Vencedores
| Ano  | Vencedor                                                   | País                 | Emissora                                                       |
| ---- | ---------------------------------------------------------- | -------------------- | -------------------------------------------------------------- |
| 1967 | Big Deal at Gothenburg                                     | Reino Unido          | Tyne-Tees Television                                           |
| 1968 | La Section Anderson                                        | França               | ORTF                                                           |
| 1969 | The Last Campaign of Robert Kennedy                        | Suíça                | Swiss Broadcasting Corporation                                 |
| 1979 | The Secret Hospital                                        | Reino Unido          | Yorkshire Television                                           |
| 1980 | Fighting Back                                              | Canadá               | CBC                                                            |
| 1981 | Charter pour l'enfer                                       | França               | SNRT                                                           |
| 1982 | Is There One Who Understands Me?: The World of James Joyce | Irlanda              | Raidió Teilifís Éireann                                        |
| 1983 | The Miracle of Life                                        | Suécia               | Sveriges Television                                            |
| 1984 | Heart of the Dragon                                        | Reino Unido          | Channel 4                                                      |
| 1985 | 28 Up                                                      | Reino Unido          | Granada Television                                             |
| 1986 | Perseguindo um arco-íris: A vida de Josephine Baker        | Reino Unido          | Channel 4                                                      |
| 1987 | The Sword of Islam                                         | Reino Unido          | Granada Television                                             |
| 1988 | Laatste Zeven Maanden van Anne Frank                       | Países Baixos        | TROS / BRT / AVA                                               |
| 1989 | Four Hours in My Lai                                       | Reino Unido          | Yorkshire TV                                                   |
| 1990 | J'ai 12 ans et je fais la guerre                           | França               | CAPA Production / Canal Plus / France 3                        |
| 1991 | Viewpoint '90                                              | Reino Unido          | ITV                                                            |
| 1992 | The Fifth Estate                                           | Canadá               | CBC                                                            |
| 1993 | Disappearing World                                         | Reino Unido          | Granada Television                                             |
| 1993 | Monika and Jonas: The Face of the Informer State           | Japão (empate)       | NHK                                                            |
| 1994 | Life in the Freezer                                        | Reino Unido          | BBC                                                            |
| 1995 | Contre l'oubli                                             | França               | France 2                                                       |
| 1995 | Anne Frank Remembered                                      | Reino Unido (empate) | Jon Blair Films                                                |
| 1996 | Les Seigneurs des animaux                                  | França               | Canal Plus                                                     |
| 1996 | People's Century                                           | Reino Unido (empate) | BBC / WGBH                                                     |
| 1996 | Livets Mirakel                                             | Suécia               | Sveriges Television / WGBH / ZDF / Arte / Channel Four         |
| 1997 | Na Companhia de Homens                                     | Canadá               | CBC                                                            |
| 1998 | Exílio em Sarajevo                                         | Austrália            | Exile Productions                                              |
| 1999 | Just Like Anyone Else                                      | Japão                | Mainichi Broadcasting System                                   |
| 1999 | 14 Up Born in the USSR                                     | Reino Unido (empate) | BBC                                                            |
| 2000 | Kapo                                                       | Israel               | RAI 3 / Spiegel TV / TEL-AD TV                                 |
| 2001 | Bem-vindo à Coreia do Norte                                | Netherlands          | KRO Television                                                 |
| 2002 | Nicholas Winton: O Poder do Bem                            | Czech Republic       | WIP / Trigon Production / Czech Television / Slovak Television |
| 2003 | Das Leben geht weiter                                      | Alemanha             | GmbH                                                           |
| 2004 | The Boy Whose Skin Fell Off                                | Reino Unido          | Channel 4                                                      |
| 2005 | Das Drama von Dresden                                      | Alemanha             | ZDF                                                            |
| 2006 | Hiroshima: BBC History of World War II                     | Reino Unido          | BBC / TFI / ZDF / Discovery Channel / TBS                      |
| 2007 | Stephen Fry: A Vida Secreta do Maníaco Depressivo          | Reino Unido          | BBC                                                            |
| 2008 | Chamado para o Silêncio                                    | Reino Unido          | Channel 4                                                      |
| 2009 | A Acensão do Dinheiro                                      | Reino Unido          | Channel 4                                                      |
| 2010 | Mom and the Red Bean Cake                                  | South Korea          | Munhwa Broadcasting Corporation                                |
| 2011 | Life with Murder                                           | Canadá               | National Film Board of Canada                                  |
| 2012 | Terry Pratchett: Escolhendo morrer                         | Reino Unido          | BBC                                                            |
| 2013 | Cinco Câmeras Quebradas                                    | França               | Emad Burnat / Guy Davidi                                       |
| 2014 | Frihet bakom galler                                        | Suécia               | Sveriges Television                                            |
| 2015 | Miners Shot Down                                           | África do Sul        | Uhuru Productions                                              |
| 2016 | Guerra de Mentiras                                         | Alemanha             | Zischlermann Filmproduktion                                    |
| 2017 | Exodus: Our Journey to Europe                              | Reino Unido          | KEO Films / BBC 2                                              |
| 2018 | Goodbye Aleppo                                             | Reino Unido          | BBC Arabic                                                     |
| 2019 | Bellingcat: Truth in a Post-Truth World                    | Países Baixos        | Submarine / VPRO Television                                    |
| 2020 | For Sama                                                   | Reino Unido          | Channel 4 News / ITN / PBS                                     |
| 2021 | Hope Frozen                                                | Tailândia            | 2050 Productions/Netflix                                       |
| 2022 | Enfants de Daech, les damnés de la guerre                  | França               | Cinétévé/France Televisions                                    |
| 2023 | Mariupol: The People's Story                               | Reino Unido          | Top Hat Productions/Hayloft Productions/BBC                    |
| 2024 | Otto Baxter: Not a F**ing Horror Story                     | Reino Unido          | Story Films/Archface Films/Sky Documentaries                   |

- Não houve premiação nos anos de 1970 – 1978.